# Uraz (film)
Uraz (tytuł oryg. Trauma) – włosko-amerykański film fabularny (thriller/horror) z 1993 roku, napisany i wyreżyserowany przez Daria Argenta.

## Obsada
- Christopher Rydell − David Parsons
- Asia Argento − Aura Petrescu
- Piper Laurie − Adriana Petrescu
- Frederic Forrest − dr. Judd
- Laura Johnson − Grace Harrington
- James Russo − kapitan Travis
- Brad Dourif − dr. Lloyd